# 矮大戟
矮大戟（学名：Euphorbia humilis）为大戟科大戟属的植物。分布于西西伯利亚、中亚、西亚以及中国大陆的新疆等地，多生长于岩石、山坡及灌木草原至中山至中山地带，目前已由人工引种栽培。
种加名 humilis 意为“低矮的”。